# Богородский, Аркадий Павлович
Арка́дий Па́влович Богоро́дский (10 сентября 1923, Николаев, Одесская губерния — 20 апреля 1972, Жуковский, Московская область) — советский военный лётчик, заслуженный лётчик-испытатель СССР (1969), полковник авиации (1965).

## Биография
Аркадий Богородский родился 10 сентября 1923 года в городе Николаев (Украина). Юность провёл в городе Реутов Московской области. В 1941 году окончил 10 классов школы и Реутовский аэроклуб.
В армии с августа 1941 года. В 1944 году окончил Чугуевскую военную авиационную школу. До мая 1951 года служил в строевых частях ВВС (в Московском и Прикарпатском военных округах).
В 1953 году окончил Школу лётчиков-испытателей МАП.
С июня 1953 — лётчик-испытатель Лётно-исследовательского института. Провёл испытания сверхзвукового перехватчика Ла-250А (в 1959 году); испытания реактивных самолётов Як-25 и Як-32 на штопор; испытания двигателя Р-9Ф-300 на самолёте Як-25М (в 1956 году); исследования потери путевой устойчивости опытного сверхзвукового перехватчика СМ-50 на больших числах Маха (в 1958 году); исследования по выполнению посадок беспилотных самолётов-мишеней при управлении ими с командного самолёта МиГ-15УТИ; испытания сверхзвукового перехватчика МиГ-25 на прочность; испытания сверхзвукового истребителя-бомбардировщика Су-17 на высший пилотаж на малой высоте. Участвовал в испытаниях по заправке сверхзвукового истребителя МиГ-19 от Ту-16 (в 1955 году); в испытаниях вертолёта Як-24 (в 1955 году), реактивного учебно-тренировочного самолёта Як-30 (в 1960 году), самолёта вертикального взлёта и посадки Як-36 (в 1967 году).
В 1962 году в аварийной ситуации катапультировался из сверхзвукового истребителя МиГ-21Ф-13.
Погиб 20 апреля 1972 года при выполнении испытательного полёта на сверхзвуковом истребителе-перехватчике МиГ-21ПФ.
Жил в городе Жуковский Московской области. Похоронен на Быковском кладбище в Жуковском.

## Награды
- орден Ленина (26.04.1971)
- орден Красной Звезды (31.07.1961)
- орден «Знак Почёта» (12.07.1957)
- медаль «За боевые заслуги» (19.11.1951)
- другие медали

## Почётные звания
- Заслуженный лётчик-испытатель СССР (21.02.1969)